# چشمه شور (سرخس)
چشمه شور، از روستاهای بخش مرکزی شهرستان سرخس در استان خراسان رضوی است. بر اساس سرشماری سال ۱۳۹۰ جمعیت آن ۵۹۰ نفر (۱۷۴ خانوار) است.

## موقعیت
این روستا در ۵۱ کیلومتری شمال غربی شهر سرخس قرار دارد. ارتفاع آن از سطح دریا ۴۶۰ متر و آب و هوای آن معتدل مایل به گرم و خشک و در تپه ماهورها و نزدیک کال چهل کمان واقع شده‌است.

## تاریخچه
چشمه شور قبل از سال ۱۳۴۵ بنیان شده و جمعیت آن را طایفه علیمیرزایی‌ها تشکیل داده‌است.
در سال ۱۳۴۵ جمعیت آن ۱۶۱ نفر بوده و در سال ۱۳۵۴ به ۳۱۹ نفر رسیده است. شغل مردم چشمه شور، دامداری و کشاورزی دیم است.

## منبع
1. ↑  «سرشماری عمومی نفوس و مسکن ۱۳۹۰ جمعیت و خانوار تا سطح آبادی». درگاه ملی آمار. دریافت‌شده در ۲۰۱۴-۰۹-۲۳.
2. ↑  Nikmanesh، Karamat. «نقشه جغرافیایی چشمه شور، بخش مرکزی شهرستان سرخستوپومپ». topomap.ir (به عربی). دریافت‌شده در ۲۰۲۵-۰۵-۲۶.

- دکتر عباس سعیدی (۱۳۵۴)، سرخس دیروز و امروز، ناشر توس
- کتاب گیتاشناسی ایران جلد سوم- عباس جعفری – چاپ ۱۳۸۴